# Ангиосаркома
Ангиосарко́ма — опухоль, происходящая из эндотелия и перителия сосудов, крайне злокачественная и часто метастазирующая. К этой группе опухолей по своему гистогенезу относится и саркома Капоши.
Ангиосаркома — весьма редкая болезнь, встречается с одинаковой частотой у мужчин и женщин, преимущественно в возрасте 40—50 лет. Излюбленной локализацией являются конечности (особенно нижние).
Существуют четыре клинические разновидности ангиосарком:
- ангиосаркома, ассоциирующаяся с хроническим лимфостазом конечности (лимфангиосаркома);
- идиопатическая кожная ангиосаркома лица и волосистой части головы;
- первичная ангиосаркома молочной железы;
- пострадиационная кожная ангиосаркома[2].

## Патологическая анатомия
Ангиосаркома представляет собой бугристую эластической консистенции опухоль, располагающуюся в глубине мягких тканей и инфильтрующую их. На разрезе состоит из полостей, заполненных кровянистым содержимым.
Микроскопически опухоль состоит из большого числа тонкостенных кровеносных сосудов и обильного разрастания малодифференцированных полиморфных клеток. В одних случаях преобладают разрастания клеток типа эндотелия (гемангиоэндотелиома), в других — недифференцированные клетки разрастаются вокруг сосудов наподобие муфт (перителиома, перителиальная саркома).

## Этиология
Главными причинами развития ангиосарком считаются лимфостаз, канцерогены (например, винилхлорид). К веществам, вызывающим ангиосаркомы, относятся также:
- мышьякоорганические инсектициды;
- ароматические углеводороды с конденсированным кольцом (в особенности метилхолантрен)[1].

А также сосудистые факторы, снижение местного иммунитета и частое воздействие радиации.
К другим причинам относят:
- хронический идиопатический гемахроматоз;
- Болезнь Реклингаузена.

### Симптомы
Общие симптомы ангиосарком:
- анемия;
- анорексия;
- потеря массы тела;
- лихорадка;
- интоксикация;
- общая слабость.

Помимо общих симптомов, ангиосаркомам свойственна симптоматика со стороны печени, которая выражается в следующем:
- боли в животе;
- гепатомегалия (увеличение печени);
- асцит
- желтуха

В 25 % случаев ангиосаркомы печени развивается кровотечение в брюшную полость.

## Клиника и диагностика
Обычно больной прощупывает опухоль в толще тканей. Опухолевый узел мягкоэластической консистенции, не имеет чётких границ, плохо смещается, болезнен при пальпации. Опухоль растёт быстро, инфильтруя окружающие мышцы и венозные сосуды, что иногда приводит к образованию отёка, склонна к изъязвлению.
В отличие от других злокачественных опухолей мягких тканей ангиосаркомы часто (40—50 % случаев) метастазируют в регионарные лимфатические узлы. Характерным является гематогенное метастазирование во внутренние органы (лёгкие, печень, почки, головной мозг и т. д.) и кости.

## Лечение
На ранних стадиях заболевания может быть произведено удаление опухоли вместе с окружающими тканями с одновременным иссечением регионарных лимфатических узлов. Учитывая высокую злокачественность ангиосарком, при их локализации на конечностях всё же целесообразнее производить ампутацию или экзартикуляцию (вычленение конечности) вместе с регионарными лимфатическими узлами.
Метастазы ангиосарком часто поражают внутренние органы и имеют резистентность к лечению, что является главной причиной летальных исходов.
При ангиосаркоме печени возможна химиотерапия и/или лучевая терапия. Однако эффективность их низка, а в случае обнаружения метастазов вероятность излечения близка к нулю.
При ангиосаркоме кожи лечение заключается в радикальном удалении опухоли. Практически все операции органосохраняющие, то есть направлены на быстрое восстановление функций. Наилучший прогноз для жизни дает ампутация конечности, но даже она не гарантирует отсутствия рецидивов.

## Прогноз
Крайне неблагоприятный, так как ангиосаркома является одной из самых злокачественных опухолей. Выздоровление у больных ангиосаркомой наблюдается в редких случаях (десятичные случаи).